# 基里尔·博罗达乔夫
基里尔·维克托罗维奇·博罗达乔夫（俄語：Кирилл Викторович Бородачёв，羅馬化：Kirill Viktorovich Borodachyov，2000年3月23日—；又誤譯為博羅達切夫），俄罗斯男子击剑运动员，2018年世界青年击剑锦标赛男子花剑团体金牌得主、2019年世界青年击剑锦标赛男子花剑个人和男子花剑团体金牌得主、2020年夏季奥林匹克运动会男子花剑团体银牌得主。